# James Chapman (veslař)
James Chapman (* 2. listopadu 1979, Sydney, Austrálie) je australský veslař. Byl členem posádky čtyřky bez kormidelníka, která na olympijských hrách 2012 získala stříbrnou medaili. Získal též stříbrnou medaili na MS 2011 na dvojce s kormidelníkem.